# 서울은평경찰서
서울은평경찰서(서울恩平警察署, Seoul Eunpyeong Police Station)는 서울특별시경찰청이 관할하는 경찰서 중 하나이다. 서울특별시 은평구 일원을 관할한다. 서울서부경찰서와 함께 서울특별시 은평구를 관할한다. 대한민국의 서울특별시 은평구 연서로 365 (불광동)에 위치하고 있다.
서장은 총경으로 보한다.

## 조직
| - 부속실 - 청문감사관 - 경무과 - 생활안전과 | - 112종합상황실 - 여성청소년과 - 수사과 | - 형사과 - 경비교통과 - 정보보안과 |

## 관할 지구대
서울은평경찰서는 2개 지구대와 2개 파출소를 산하에 두고 있다.
| 명칭          | 사진 | 주소                 | 관할구역          |
| ------------- | ---- | -------------------- | ----------------- |
| 불광지구대    |      | 연서로 290 (불광동)  | 불광1·2동         |
| 불광1치안센터 |      | 은평구 불광로 129    |                   |
| 불광2치안센터 |      | 은평구 통일로 914    |                   |
| 연신내지구대  |      | 갈현로 195 (갈현동)  | 갈현1·2동, 구산동 |
| 구산치안센터  |      | 은평구 갈현로 151    |                   |
| 갈현치안센터  |      | 은평구 갈현로41길 7  |                   |
| 진관파출소    |      | 진관3로 38 (진관동)  | 진관동            |
| 상림치안센터  |      | 은평구 진관4로 48-25 |                   |
| 신도치안센터  |      | 은평구 진관2로 125   |                   |
| 대조파출소    |      | 통일로 737 (대조동)  | 대조동            |

## 같이 보기
- 서울특별시지방경찰청
- 서울서부경찰서